# Textmuster
Unter Textmuster versteht man allgemein einen Prototyp einer von authentischen Texten abstrahierten textsortentypischen komplexen Textkonfiguration. Sie spielen beim Verstehen ebenso eine Rolle wie beim Verfassen, wofür der synonyme Begriff Textvorlagen als Schablonen für Dokumente verwendet wird. Auch die Begriffe Template oder Mustervorlage sind dafür geläufig. Templates sind dann eine Ausgangsbasis, welche an vordefinierten Stellen mit Inhalten gefüllt wird.
Textmuster tragen zum inhaltlichen wie thematischen Zusammenhang eines Textes bei und nimmt somit Bezug auf dessen linguistische Kohärenz. Textmuster gelten als bestimmte Orientierungspunkte für die Lösung kommunikativer Aufgaben in oft wiederkehrenden Situationen und sichern den Ablauf von auf Texte bezogenen Kommunikationsereignissen.

## Beispiele
Todesanzeigen
- Name des Verstorbenen, Todestag, Alter, Formulierungen (beispielsweise „von uns gegangen“), Liste aller Trauernden, Vorlagen für Traueranzeigen usw.[5]

Kochrezepte
- Vorlagen zur Gestaltung, z. B. Name des Rezepts, Zutaten, Zubereitung u. a.[6]

Wissenschaftliche Studien/Diplomarbeiten
- Aufbau nach dem IMRaD-Schema: Introduction, Methods, Results and Discussion, auf Deutsch EMED-Format (Einleitung, Methodik, Ergebnisse, Diskussion)[7]

Lexika
- Einheitlichkeit im Umgang mit Thementeilen durch Vorlagen. z. B. für KLARpsy zur Erstellung psychologischer Fachtexte[8]

Office Programme am Computer
- Für Microsoft Office (Word, Excel und Powerpoint) kann man zahlreiche, auch kostenlose, Vorlagen für verschiedenste Zwecke mit unterschiedlichen Layouts verwenden.[9] Auch für vergleichbare Produkte wie OpenOffice stehen zahlreiche Vorlagen zur Verfügung.[10]